# João Nunes
João Nunes, por alcunha o "Diabinho",  (Funchal, 1850 - Funchal, 11 de janeiro de 1927) foi um teórico musical, construtor de cordofones, telegrafista e inventor português.

## Biografia
João nasceu em 1850, filho de Octaviano João Nunes, "o Diabo", célebre construtor de instrumentos madeirense que construiu e ofereceu à imperatriz Elizabeth da Áustria uma braguinha. Em 1872, fez um estudo sobre os acordes para os cordofones madeirenses, organizado em dois volumes. Na segunda metade do século XIX, devido aos vários grupos com instrumentos de cordas na ilha da Madeira, um dos problemas centrais da teoria musical era “como tocar acordes nestes instrumentos”, de modo a conseguir acompanhar, harmonicamente, as músicas interpretadas em grupo. Segundo o Visconde do Porto da Cruz, a obra de João Nunes integra um registo essencial para compreender a música produzida por esses grupos na segunda metade do século XIX, embora o seu paradeiro seja desconhecido. Segundo Luís Peter Clode, por 1983 o documento estaria na posse de um familiar.
Segundo o Visconde do Porto da Cruz, o método de João Nunes demonstrava a “profundeza do saber musical deste artista que, tão modesto e incompreendido, não pôde ter o lugar que pela sua arte e pela sua brilhante inteligência devia ocupar nos meios intelectuais”. Estas informações são contrariadas pelo referido por Clode, no seu “Registo Bio-Bibliográfico de Madeirenses Séc. XIX e XX”, segundo o qual o título do documento elaborado por João Nunes seria "Método de Rajão", entendendo-se que o livro seria somente indicado para aquele instrumento.
Além da pesquisa no domínio da teoria musical, João Nunes distinguiu-se ainda como construtor de cordofones, como violas, braguinhas e rajões.
João Nunes era empregado do telégrafo-postal, tendo, nessa função, construído um aparelho eléctrico destinado a substituir os que então existiam, tendo então sido oficialmente elogiado por esse motivo.
Foi ainda um notável charadista,  assim como de maquinismos de relógios e aparelhos telegráficos, tendo ainda construído um aparelho a que deu o nome de "despertador translador".
Morreu na sua residência à rua Serpa Pinto, no Funchal, a 11 de janeiro de 1927, após doença prolongada.